# Fontanals de Cerdanya

Położenie gminy na mapie comarki Baixa Cerdanya

Fontanals de Cerdanya (hiszp. Fontanals de Cerdaña) – gmina w Hiszpanii,  w Katalonii, w prowincji Girona, w comarce Baixa Cerdanya. Siedzibą gminy jest największa spośród miejscowości, Queixans.
W 2018 roku liczba ludności Fontanals de Cerdanya wyniosła 455 – 231 mężczyzn i 224 kobiety. Powierzchnia gminy wynosi 28,6 km². Fontanals de Cerdanya jest umieszczona na wysokości równej 1180 metrów nad poziomem morza.

## Miejscowości
W skład gminy Fontanals de Cerdanya wchodzi osiem miejscowości:
- Escadarcs
- Estoll
- Les Pereres
- Queixans
- Soriguerola
- Urtx
- El Vilar d'Urtx[4]